# Vozja
Vozja (russisk: Во́жа) er en flod i Rjasan oblast i Rusland. Den er en højre biflod til Oka, der er 103 km lang.
Byen Rybnoje ligger ved Vozja.
Ved Vozja og bifloden Metsja besejrede den moskovitiske fyrste Dmitrij Donskoj en mongolsk hær i august 1378 i slaget ved Vozja.
54°43′00″N 39°26′39″Ø / 54.7167°N 39.4442°Ø